# Shuttarna III
Shuttarna III fue un rey de Mitani (antiguo reino ubicado en el norte de la actual Siria), que reinó brevemente hacia 1350 a. C.
Hijo del usurpador Artatama II, le sucedió en el trono de Hurri, y también en el de Mitani, donde trató de mantenerse con ayuda de Asiria, que a su vez estaba intentando renacer como potencia regional, pero fue derrotado por los hititas, que instalaron en el trono a Shattiwaza.

| Predecesor: Artatama II | Rey de Mitani siglo XIV a. C. | Sucesor: Shattiwaza |

- Datos: Q388520